# 주간 소년 점프 연재작 목록
다음은 주간 소년 점프 연재작 목록이다.

## 1980년대 이전

### 1968년 ~ 1971년
- 《고래 다이고(くじら大吾 구지라 다이고[*])》(1968년 1호 ~ 1968년 11호)
- 《아버지의 혼(父の魂 지치노 타마시[*])》(1968년 1호 ~ 1971년 44호)
- 《나는야 카미카제(おれはカミカゼ 오레와 카미카제[*])》(1968년 4호 ~ 1969년 13호)
- 《만화 콩트 55(漫画コント55 만가 콘토 고주고[*])》(1968년 8호 ~ 1969년 30호)
- 《남자의 조건(男の条件 오토코노 조켄[*])》(1968년 10호~ 1969년 19호)
- 《꼬마 사내대장부(男一匹ガキ大将 오토코 잇피키 가키 다이쵸[*])》(1968년 11호 ~ 1973년 13호)
- 《파렴치 학원(ハレンチ学園 하렌치 가쿠엔[*])》(1968년 11호 ~ 1972년 41호)
- 《폭발 녀석(爆発野郎 바쿠하쓰 야로[*])》(1969년 1호 ~ 1969년 14호)
- 《검은수염 탐정장(黒ひげ探偵長 쿠로히게 탄테이쵸[*])》(1969년 6호 ~ 1969년 19호)
- 《킥왕 사와무라 선풍(キック王沢村旋風 킷쿠오 사와무라 센푸[*])》(1969년 7호 ~ 1969년 11호)
- 《광속의 에스퍼(光速エスパー 고소쿠노 에스파[*])》(1969년 9호 ~ 1970년 30호)
- 《트와일리잇 존(トワイライト・ゾーン 토와이라이토 존[*])》(1969년 11호 ~ 1969년 14호)
- 《혁명의 체 게바라(革命児ゲバラ 가크메이노 체 게바라[*])》(1969년 9호 ~ 1970년 30호)
- 《헬로! 줄리(ハロー! ジュリー 하로 주리[*])》(1969년 15호 ~ 1970년 7호)
- 《도전자 켄(挑戦者ケーン 죠센샤 켄[*])》(1969년 15호 ~ 1969년 24호)
- 《이길때까지 울지마라(勝つまで泣くな 가츠마데 나쿠나[*])》(1969년 15호 ~ 1969년 19호)
- 《불타라 구즈로쿠(燃えろ! グズ六 모에로 구즈로쿠[*])》(1969년 16호 ~ 1969년 18호)
- 《무법송의 일생(無法松の一生 무오마즈노 잇쇼[*])》(1969년 17호 ~ 1969년 19호)
- 《구속 0.25초(球速0.25秒 규쇼쿠 레텐니고뵤[*])》(1970년 21호 ~ 1970년 30호)
- 《화장실 박사(トイレット博士 토이레 하카세[*])》(1970년 39호 ~ 1977년 14호)
- 《사무라이 자이언츠(侍ジャイアンツ 사무라이 자이안츠[*])》(1971년 36호 ~ 1974년 42호)
- 《황야의 소년 이사무(荒野の少年イサム 고야노 쇼낸 이사무[*])》(1971년 38호 ~ 1974년 2호)

### 1972년 ~ 1975년
- 《아스트로 구단(アストロ球団 아스트로 큐단[*])》(1972년39호 ~ 1976년26호)
- 《마징가Z(マジンガーＺ 마진가 젯토[*])》(1972년42호 ~ 1973년35호)
- 《맨발의 겐(はだしのゲン 하다시노 겐[*])》(1973년25호 ~ 1974년39호)
- 《플레이 볼(プレイボール 부레이 보루[*])》(1973년27호 ~ 1978년31호)
- 《칼잡이 아지헤이(包丁人味平 호조닌 아지헤이[*])》(1973년28호 ~ 1977년45호)
- 《서킷의 늑대(サーキットの狼 서킷토노 오카미[*])》(1975년 ~ 1979년)
- 《도베르만 형사(ドーベルマン刑事 도오베르만 케시[*])》(1975년 ~ 1979년)

### 1976년 ~ 1979년
- 《링에 걸어라(リングにかけろ 린구니 가케로[*])》(1977년 ~ 1981년)
- 《코브라(コブラ 고부라[*])》(1978년 ~ 1984년)
- 《근육맨(キン肉マン 긴니쿠만[*])》(1979년 ~ 1987년)

## 1980년대

### 1980년 ~ 1984년
- 《닥터 슬럼프(Dr. スランプ 도쿠타 스란푸[*])》(1980년 ~ 1984년)
- 《캡틴 츠바사(キャプテン翼 갸부텐 쓰바사[*])》(1981년 ~ 1988년)
- 《윙맨(ウイングマン 우인구만[*], Wingman)》(1983년 ~ 1985년)
- 《바오: 내방자(バオー来訪者 바오 라이호샤[*])》(1984년 ~ 1985년)

### 1985년 ~ 1989년
- 《어쨌든 걱정마!(ついでにとんちんかん 쓰이데니 돈친간[*])》(1985년 ~ 1989년)
- 《세인트 세이야(聖闘士星矢 세인토 세이야[*])》(1986년 ~ 1990년)
- 《죠죠의 기묘한 모험(ジョジョの奇妙な冒険 조조노 기묘나 보켄[*])》(1987년 ~ 2004년(이후 울트라점프로 이동))
- 《바스타드 -암흑의 파괴신-(バスタード!! 暗黒の破壊神 바스타도!! 안코쿠노 하카이 신[*])》(1988년 ~1989년, 1997년 ~2000년(이후 울트라점프로 이동))
- 《정글의 왕자 타잔(ジャングルの王者ターちゃん♡ 잔구루노 오자 타찬[*])》(1988년 ~1990년)
- 《비바! 블루스(ろくでなしBLUES 로쿠데나시 부루스[*])》(1981년 ~1997년)
- 《매직컬 타루토(まじかる☆タルるートくん 마지카루 다루루토[*])》(1988년 ~ 1992년)
- 《타이의 대모험(DRAGON QUEST -ダイの大冒険- 도라콘쿠에스토 다이노다이바우켄[*])》(1989년 ~ 1996년)
- 《비디오걸(電影少女 덴에이 쇼조[*])》(1989년 ~ 1993년)

## 1990년대

### 1990년 ~ 1994년
- 《신 정글의 왕자 타잔》(1990년 ~ 1995년)
- 《슬램덩크(スラムダンク 스라무 단쿠[*], Slam Dunk)》(1990년 ~ 1996년)
- 《유유백서(幽☆遊☆白書 유유 하쿠쇼[*])》(1990년 ~ 1994년)
- 《12지 닌자군단 닌쿠(NINKU -忍空- 닌쿠[*])》(1993년 ~ 1995년)
- 《떴다! 럭키맨(とっても!ラッキーマン 톳테모! 랏키만[*])》(1993년 ~ 1997년)
- 《DNA²(D・N・A² 〜何処かで失くしたあいつのアイツ 디 에누 에 쓰 도코카 데나쿠시타 아이쓰노 아이쓰[*])》(1993년 ~ 1994년)
- 《지옥선생 누베(地獄先生ぬ～べ～ 지코쿠 센세이 누베[*])》 (1993년 ~ 1999년)
- 《날아라 캡틴》(1994년 ~ 1997년)
- 《바람의 검심(るろうに剣心 -明治剣客浪漫譚- 루로우니 겐신 메이지 겐카쿠 로만탄[*])》(1994년 ~ 1999년)
- 《러시!(ラッシュ 랏슈[*], RASH!!)》(1994년)

### 1995년 ~ 1999년
- 《레벨E(レベルイー 레베루 이[*], Level E)》(1995년 ~ 1997년)
- 《멋지다! 마사루(セクシーコマンドー外伝 すごいよ!!マサルさん 세쿠시 코만도 가이덴 스고이요 마사루 산[*])》(1995년 ~ 1997년)dkddkd
- 《봉신연의(仙界伝 封神演義 센카이덴 호신 엔지[*])》(1996년 ~ 2000년)
- 《유희왕(遊☆戯☆王 유기오[*])》(1996년 ~ 2004년)
- 《아이즈(アイズ , I"s)》(1997년 ~ 1999년)
- 《코와(こわ 고와[*], COWA!)》 (1997년 ~ 1998년)
- 《원피스(ワンピース 원피스[*], ONE PIECE)》(1997년~)
- 《휘슬!(ホイッスル！ 호잇스루[*], Whistle!)》 (1998년 ~ 2003년)
- 《헌터X헌터(ハンター×ハンター 한타 한타[*], Hunter × Hunter)》(1998년 ~ )
- 《샤먼킹(シャーマンキング 샤만 긴구[*], Shaman King)》(1998년 ~ 2004년)
- 《카지카(カジカ 가지카[*])》(1998년)
- 《고스트 바둑왕(ヒカルの碁 히카루노 고[*])》(1998년 ~ 2003년)
- 《네코마인(ネコマジン 네코 마진[*])》(1999년 ~ 2005년)
- 《테니스의 왕자(テニスの王子様 데니스노 오지사마[*])》 (1999년 ~ 2008년)
- 《좀비 파우더(ゾンビパウダー 존비 파우다[*], Zombie Powder)》(1999년 ~2000년)
- 《나루토(NARUTO - ナルト -  나루토[*])》(1999년 ~ 2014년)

## 2000년대

### 2000년 ~ 2004년
- 《無頼男 -ブレーメン- 부레멘[*]》(2000년)
- 《샌드랜드(サンドランド 산도란도[*] Sand Land)》(2000년)
- 《블랙캣(ブラックキャット 부랏쿠 걋토[*], Black Cat)》(2000년 ~ 2004년)
- 《삐리리~ 불어봐! 재규어(ピューと吹く!ジャガー 뷰 토 후쿠 자가[*])》(2000년 ~ )
- 《りりむキッス 리리무 깃스[*]》(2000년 ~ 2001년)
- 《건 블레이즈 웨스트(ガン ブレイズ ウエスト 간 부레이즈 우에스토[*], Gun Blaze West)》(2001년)
- 《무적코털 보보보(ボボボーボ・ボーボボ 보보보보 보보보[*])》(2001년 ~ 2005년)
- 《미스터 풀스윙(ミスターフルスイング 미스타 후루스인구[*], Mr.FULLSWING)》(2001년 ~ 2006년)
- 《블리치(ブリーチ 부리치[*], Bleach)》(2001년 ~ )
- 《프리티 페이스(プリティフェイス 부리티 후에이스[*], Pretty Face)》(2002년 ~ 2003년)
- 《딸기 100%(いちご100% 이치고100%[*])》(2002년 ~ 2005년)
- 《아이실드21(アイシールド21 아이시루도 니주 이치[*], Eyeshield 21)》 (2002년 ~ 2009년)
- 《무장연금(武装錬金 부소 렌킨[*])》(2003년 ~ 2006년)
- 《데스노트(デスノート 데스노트[*]》(2003년 ~ 2006년)
- 《무효와 로지의 마법률 상담 사무소(ムヒョとロージーの魔法律相談事務所 무효토 로지노 마호리쓰 소단 지무쇼[*])》(2004년 ~ 2008)
- 《은혼》(2004 ~ )

### 2005년 ~ 2009년
- 《마인탐정 네우로(魔人探偵脳噛ネウロ 마진 단테이 노가미 네우로)》(2005년 ~ 2009년)
- 《To LOVE -트러블-(To LOVEる -とらぶる- 루-토라부르[*])》(2006년 ~ 2009년)
- 《엠제로(エム×ゼロ 에무 제로[*], M×0)》 (2006년 ~ 2008년)
- 《ピーツー-レッツ プレイ ピンポン- 비쓰 렛쓰 부레이 빈본[*], P2! -let's Play Pingpong!-》(2006년 ~)
- 《블루 드래곤 라르Ω그라드(ブルードラゴン ラルΩグラド 부루도라곤 라루 구라도[*])》(2007년)
- 《사무라이 토끼 (サムライうさぎ 사무라이 우사기[*])》(2007년 ~ )
- 《(ぼくのわたしの勇者学 보쿠노 와타시노 유샤 가쿠[*])》(2007년 ~ )
- 《시토미의 가토부레파스{瞳のカトブレパス 시토미노 가토부레파스[*])》(2007년)
- 《(ベルモンド Le VisiteuR 베르몬도 레 비지투루[*])》(2007년 ~ )
- 《스켓 댄스(スケット・ダンス 스켓토 단스[*], Sket Dance)》(2007년 ~ )
- 《첫사랑 한정((初恋限定 하쓰코이 리미텟도)[*])》(2007년 ~ 2008년)
- 《토리코(トリコ 토리코[*])》 (2008년 ~ )
- 《초보만화연구소R(ヘタッピマンガ研究所R 헤보 망가 겐큐쇼 아루[*])》 (2008년(월 1회 연재) ~ 2010년)
- 《이누마루다싯(いぬまるだしっ)》  (2008년 ~ )
- 《누라리횬의 손자(ぬらりひょんの孫 누라리횬노 마고[*])》 (2008년 ~ 2012)
- 《바쿠만(バクマン。 바쿠만[*])》 (2008년 ~ )
- 《사이렌(PSYЯEN -サイレン-)》 (2008년 ~ )
- 《쿠로코의 농구(黒子のバスケ 쿠로노 바스켓[*])》 (2009년 ~ )
- 《영리한개 리리엔탈(賢い犬リリエンタール 카이코이 켄 리리엔타루[*])》 (2009년 ~ 2010년)
- 《아네도킷(あねどきっ)》 (2009년 ~ 2010년)
- 《신세기아이돌전설 카나타세븐체인지(新世紀アイドル伝説 彼方セブンチェンジ 신세카이 아이도루덴세츠 카나타 세븐체인지[*])》 (2009년 ~ 2010년)
- 《보건실의 사신(保健室の死神 보켄시츠노 시니가미[*])》 (2009년 ~ )
- 《벨제바브べるぜバブ)》 (2009년 ~ )
- 《메다카박스(めだかボックス)》 (2009년 ~ )
- 《네코왓파!(ねこわっぱ!)》 (2009년 ~ 2010년)

## 2010년대

### 2010년 ~ 2014년
- 《후타가미☆더블 (フタガミ☆ダブル)》  (2010년 (5호-6호에 단편 수록))
- 《니세코이》
- 《암살교실(暗殺教室)》  (2012년31호)
- 《식극의 소마》